# غوردون مورتات ماين
كان غوردون مورتات ماين مابورجوك (1922-2008) سياسيًا مخضرمًا من جنوب السودان ومدافعًا عن حقوق وحريات شعب جنوب السودان. لقد كان رئيس حكومة النيل المؤقتة التي قادت أنيانيا الأولى؛ أول مقاومة مسلحة في جنوب السودان للخرطوم بدأت في عام 1955. عمل مورتات أيضًا نائبًا لرئيس الجبهة الجنوبية ووزير الخارجية في حكومة جنوب السودان المؤقتة.

## النشأة
ولد جوردون مورتات ماين في عام 1922 في قرية كاراغوك على بعد 10 أميال جنوب شرق رمبيك. كان والده زعيم محلي لعشيرة Patiop من آجار الدينكا. تلقى مورتات تعليمه في مدرسة أكوت الابتدائية من عام 1936 حتى عام 1942. ثم التحق بمدرسة لوكا نوجينت الإعدادية الثانوية في ولاية غرب الاستوائية من عام 1942 حتى عام 1945. وفي عام 1951 كان من بين أول السودانيين الجنوبيين الذين تخرجوا من كلية الشرطة السودانية وتم تكليفه بمفتش الشرطة حيث ارتقى من خلال الرتب ليصبح كبير مفتشي الشرطة.

## الحياة السياسية
في عام 1957، مُنع مورتات من الانتقال إلى جنوب السودان، لذلك استقال من منصبه وانضم إلى الإدارة المدنية السودانية. عين مفوضًا مساعدًا في المنطقة وخدم في العديد من الأماكن في محافظتي بحر الغزال وأعالي النيل. في عام 1965، وفي ظل الحكومة الانتقالية لرئيس الوزراء سر الختم الخليفة، تم تعيين مورتات وزيرًا للأشغال والموارد المعدنية في حكومته. ومع ذلك، تم فصله عندما تم تعيين محمد أحمد المحجوب رئيسًا للوزراء.
في عام 1964، أصبح جوردون مورتات أحد مؤسسي الجبهة الجنوبية، وهو حزب سياسي يمثل حقوق شعب جنوب السودان. كما ترأس وفد الجبهة الجنوبية في مؤتمر المائدة المستديرة بين الجنوب والشمال في عام 1965 ويُتذكر أنه طالب بمنح الجنوب حق تقرير المصير. لقد تبنى هذا الرأي على حقيقة أن جنوب السودان لم يشارك في السياسة التي أدت إلى استقلال السودان عن السلطة الاستعمارية في عام 1956. لذلك، جادل بأنه يجب منح جنوب السودان الحق في تقرير مستقبله السياسي في استفتاء، يتم إجراؤه في الجنوب والذي يجب أن يتم الإشراف عليه ومراقبته دوليًا. شارك هذا الرأي أيضًا أعضاءٌ آخرون في الجبهة الجنوبية، وهم كليمنت مبورو، وبونا مالوال، وهيلاري بول لوجالي. إن المجازر الكبرى في جوبا وواو وجميع أنحاء الجنوب التي نفذها الجيش السوداني في يوليو 1965 أقنعت جوردون مورتات بأن الحكام الشماليين لم يكونوا مهتمين بالحل السلمي لقضية جنوب السودان. وهكذا، اقترح خلال اجتماع اللجنة التنفيذية للجبهة الجنوبية حل الحزب وأن تنتقل اللجنة بأكملها إلى المنفى بهدف الاندماج مع الأجنحة السياسية والعسكرية أنيانيا في أغسطس 1965.

## زعيم المتمردين

### أنيانيا واحد

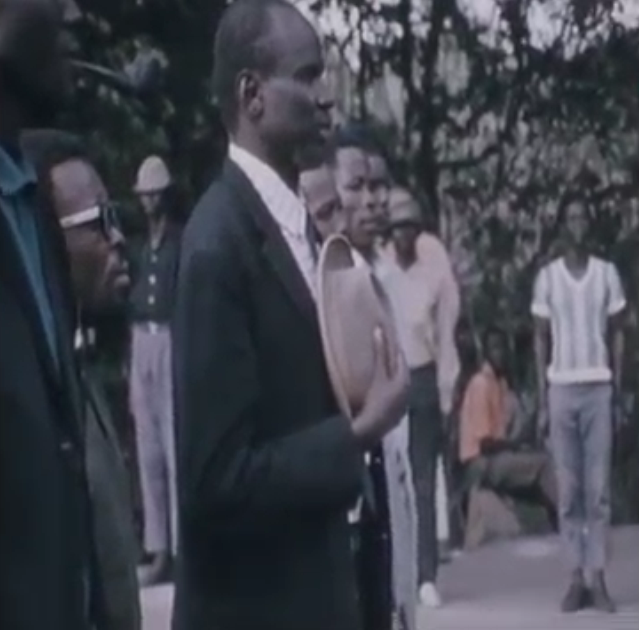
رئيس حكومة النيل المؤقتة غوردون مورتات في إعلان دولة النيل (الجمهورية) ورفع علمها، 1969

انضم مورتات إلى تمرد أنيانيا 1، وقاتل في الحرب الأهلية السودانية الأولى لتحرير أراضي جنوب السودان في عام 1967 وتم تعيينه وزيرًا للخارجية في حكومة جنوب السودان المؤقتة تحت آجري جادين. وبعد انهيار الحكومة المؤقتة بسبب الخلاف السياسي الداخلي، تم تشكيل حكومة أنيانيا 1 الثانية التي تدعى حكومة النيل المؤقتة. تم انتخاب غوردون مورتات ماين بالإجماع رئيسًا، حيث خاض جيشه حربًا كاملة ضد الشمال، داعيًا، إلى الاستقلال التام للجنوب. وخلال هذا الوقت، تم تغيير اسم جنوب السودان إلى جمهورية النيل مع الإشارة إلى مواطنيها باسم النيليين. تم رفض اسم جنوب السودان من قبل مورتات وحكومته نظرًا لكون الاسم مجرد إشارة إلى منطقة جغرافية ليس لها صلة تذكر بشعب جنوب السودان. وهو أيضًا اسم استخدمته القوى الاستعمارية لوصف القبائل النيلية، والنيلية الحامية، التي تعيش في الجزء العلوي من نهر النيل بشكل غير ملائم، من قبل المصريين أولًا، ثم من قبل البريطانيين. لقد كان الدكتور جون قرنق دي مابيور، القائد المستقبلي لجيش التحرير الشعبي السوداني، من بين دفعات جنود مورتات الذين تم إرسالهم إلى إسرائيل للتدريب العسكري في إطار حكومة النيل المؤقتة.
تم حل حكومة النيل المؤقتة في عام 1970، بعد الفشل في إعادة شحنات الأسلحة الإسرائيلية إلى قواتها. وبدلًا من ذلك، تم تحويل الأسلحة إلى جوزيف لاقو الذي شكل حركة تحرير جنوب السودان في يناير 1971 بعد انقلاب ناجح ضد مورتات وحكومته المتمردة. في ذلك الوقت، كان أندرو ماكور ثو، قائد قوات أنيانيا تحت قيادة حكومة النيل المؤقتة، على استعداد لمواصلة القتال تحت قيادة مورتات وقمع محاولة الانقلاب، لكن غوردون مورتات رفض. وفي مقابلة عام 1999، قال مورتات متحدثًا عن حل الحكومة المؤقتة: «ذهبت إلى الأدغال للقتال من أجل تحرير جنوب السودان. وبما أن لاقو تمكن من تأمين الأسلحة من أجل تحرير شعبنا، فإني لم أرى أي سبب لمواصلة النضال الموازي، لذلك قررت التنحي. في اعتقادي أنه لا يمكن تحرير جنوب السودان من العرب ما لم يتحد جميع الأفارقة في الجنوب ويقاتلون كشعب واحد، من أجل هدف واحد، استقلال جنوب السودان». لقد شجع جميع القوى الموالية للانضمام إلى لاغو ومواصلة القتال ضد الحكومة التي يهيمن عليها العرب في الشمال. بينما كان مورتات زعيمًا للحركة الجنوبية، فقد رفض عروض وقف إطلاق النار مع الخرطوم لأنه لم يكن على استعداد لقبول الشروط التي قدمها جعفر النميري؛ الحكم الذاتي المحلي لمنطقة جنوب السودان. لقد كان على استعداد فقط للدخول في محادثات سلام إذا كانت انفصال جنوب السودان على جدول الأعمال. وبعد فترة وجيزة من تولي جوزيف لاقو السلطة كزعيم للحركة، دخلت حركة تحرير جنوب السودان تحت قيادة لاقو مفاوضات السلام مع الخرطوم لتشكيل اتفاقية اتفاقية أديس أبابا التي قبلت الحكم الذاتي الإقليمي للجنوب.
في عام 1971، تم انتخاب غوردون مورتات رئيسًا للجبهة الوطنية الأفريقية، التي كانت واحدة من الفصائل الجنوبية التي عارضت مفاوضات أديس أبابا ولم تشارك بنشاط فيها، ومع ذلك أرسلوا رسالة واضحة إلى المفاوضين حول كيفية تحرك الإجراءات. شمل ذلك أن تعقد هذه المحادثات بين ممثلي الشمال والجنوب الحقيقيين، أي أولئك المفوضين وليس الانتهازيين الذين يتواطئون مع العرب وعملائهم، يجب أن تتم المحادثات دون أي شرط مسبق مثل فرض العرب للحكم الذاتي المحلي. يجب أن تتم المحادثات تحت رعاية منظمات محايدة مثل الأمم المتحدة أو منظمة الوحدة الأفريقية، يجب أن يعرف العرب أن ما يرتكبونه الآن في أديس أبابا لن يساعد أبدًا في هزيمة جنوب السودان. ومع ذلك، فقد تم توقيع اتفاقية أديس أبابا للسلام في عام 1972. لم يوافق غوردون مورتات على محتويات وشروط الاتفاقية، واصفًا إياها بالخيانة والاحتيال. لقد أعرب عن اعتقاده بأن سكان الجنوب لم يمنحوا الفرصة لتقرير المصير وأن العودة إلى الحرب الأهلية ضرورة حتى يحصل جنوب السودان على حقوقه الحقيقية غير القابلة للتصرف. كما تابع الاحتجاج على الاتفاق وبقي في المنفى منتقلًا إلى المملكة المتحدة.

### الجبهة الوطنية أنيانيا
خلال فترة السلام بعد اتفاق عام 1972، تم استيعاب متمردي أنيانيا السابقين في الجيش السوداني، ولكن العديد منهم كانوا مستاءين، وقد اختار البعض العودة إلى الأدغال في عام 1975 وتوجهوا إلى إثيوبيا. في عام 1975، شكل غوردون مورتات مع سياسيين جنوب سودانيين آخرين في المنفى جبهة أنانيا الوطنية، وهي حركة تحرير لها نفس أهداف حكومة جنوب السودان المؤقتة وحكومة النيل المؤقتة وأنانيا 1؛ لتحرير الجنوب كدولة منفصلة عن الشمال. تم انتخاب مورتات رئيسًا للحركة، وكان السياسيون الجنوبيون البارزون الآخرون الذين شكلوا الجبهة هم إيليا داونج أروب؛ الأمين العام للحركة والوزير السابق في حكومة النيل المؤقتة، وفرانسيس ميار أكون، أغولونغ تشول، وآخرين رفضوا اتفاقية أديس أبابا. وافقت الحكومة الإثيوبية على تمركز المتمردين، الذين شكلوا الجناح العسكري للجبهة، في معسكر يدعى بيلبام، والذي صار فيما بعد أول كتيبة كاملة من جيش التحرير الشعبي السوداني في عام 1984. استمر غوردون مورتات ومجموعته في تنظيم قواته البالغ عددها 10 آلاف جندي وهي ذات أغلبية من النوير في بيلبام، وقد كان من بين القوات الراحل فنسنت كواني لاتجور وباقان أموم ودينق ألور. وفي وقت لاحق انضم الراحل صموئيل جاي توت أيضًا إلى التمرد. وصف مراسل بي بي سي بالخطأ الجبهة الوطنية أنيانيا بأنها أنيانيا اثنان، مع العلم أن الحركة هي استمرار لحركة أنيانيا 1، ومع ذلك، شجب مورتات المجموعة المنشقة التي استمرت للقتال مع الجيش الشعبي لتحرير السودان. كما أنها صارت تُعرف أيضًا باسم أنيانيا 2 لأنها انحرفت عن المُثل الأصلية للجبهة. واجهت الحركة الجديدة، العديد من الصعوبات، لقد أطلقت كحركة انفصالية حقيقية لتحرير جنوب السودان وإنشاء دولة أفريقية مستقلة، ولم يكن مورتات والساسة الذين يقودونها مستعدين لقبول أي توجيهات غامضة من مضيفيهم وجرهم في الديماغوجية الشيوعية. ونتيجةً لذلك، رفضت الحكومة الإثيوبية تقديم الدعم المالي واللوجستي. أدى نقص الدعم المالي واللوجستي، لأنه لم يكن قادمًا من أي مكان، في النهاية إلى حلها. ومع ذلك، تمكن غوردون مورتات من تأمين الأسلحة من العقيد معمر القذافي إثر تأثر العلاقات الليبية مع حكومة الخرطوم. لقد تم التعهد بالسلاح للحركة في جنوب السودان ثم أعطى مورتات مباركته لجيش التحرير الشعبي السوداني، الذي حمل السلاح فيما بعد ضد الخرطوم للوفاء بهذا العرض.
ومثلما توقع مورتات، فإن اتفاقية أديس أبابا لم تدم طويلًا. أدت انتهاكات الموارد وتهميش الجنوب من قبل الشمال إلى زيادة الاضطرابات في الجنوب. في عام 1983 أعلن الرئيس جعفر النميري كل السودان دولة إسلامية بموجب الشريعة الإسلامية، بما في ذلك المنطقة الجنوبية ذات الغالبية غير المسلمة، مما أجبر الجنوبيين مرة أخرى على الاندفاع للصراع الثاني من أجل تحرير السودان، وهذه المرة تحت قيادة جون قرنق.
كانت قيادة وعزم غوردون مورتات القوة الدافعة التي استمرت في إحياء التحرر المسلح في جنوب السودان. كما ألهم العديد من السياسيين الجنوبيين والمنظمات الطلابية في جنوب السودان المشاركين في كفاح التحرير، ولا سيما SOSSA وNAM. ومع فترة منفاه الطويلة في أوروبا، ظل غوردون مورتات شخصية مؤثرة في سياسات جنوب السودان. وكشخصية محترمة، فقد كان مقر إقامته في لندن بمثابة قبلة للعديد من القادة السياسيين في جنوب السودان من مختلف المشارب ووجهات النظر السياسية في الثمانينيات والتسعينيات.
في عام 1994، تم تعيين جوردون مورتات مستشارًا شخصيًا لرئيس الحركة الشعبية / جيش التحرير الشعبي السوداني الدكتور جون قرنق دي مابيور وعضوًا في مجلس التحرير الوطني. شارك مورتات في محادثات السلام مشاكوس في كينيا عام 2004 مع حكومة السودان. وفي المحادثات دعا مندوبي الحركة الشعبية بإصرار من التعلم من تجربة اتفاقية أديس أبابا عام 1972.

## الحياة في وقت لاحق والموت

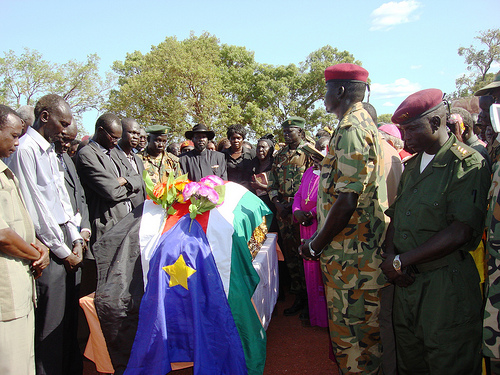
جنازة غوردون مورتات ماين

من عام 2006 وما بعده، أصبح مورتات نائبًا في المجلس التشريعي لجنوب السودان يمثل دائرته الانتخابية في رمبيك. كرر مورتات في خطابه الافتتاحي إلى حركة تحرير جنوب السودان مخاوفه بشأن طول اتفاقية السلام الشامل والقبلية. وفي 12 أبريل 2008، توفي لأسباب طبيعية بينما كان في عطلة من البرلمان - محققًا الكثير في حياته. كان فخورًا جدًا بإنجازات جيش التحرير الشعبي السوداني خاصة أن الطريق إلى تحقيق حرية الجنوبيين كان على مرمى البصر. حصل غوردون مورتات على جنازة رسمية وتم دفنه في ساحة رمبيك للحرية، حضرها الآلاف من المواطنين الذين جاءوا لتقديم احترامهم الأخير لرجل تذكره الكثيرون كمقاتل من أجل الحرية ومدافعًا عن حقوق شعب جنوب السودان. كان المتحدثون البارزون في هذه المناسبة هم الرئيس سالفا كير مايارديت، ونائب الرئيس السابق لجمهورية السودان ورئيس المجلس التنفيذي البائد لجنوب السودان أبيل ألير، وأشعيا كولانغ مابور، وريبيكا نياندينق دي مابيور، وأندرو ماكور ثو، وبونا مالوال، وكليمنت واني كونجا، وحاكم ولاية البحيرات آنذاك دانيال أويت أكوت. وفي خطابه إلى مواطني بلدة رمبيك بجنوب السودان ذكَّر رئيس جمهورية جنوب السودان الجنرال سلفا كير ميارديت شعب القائد الأناني الذي قضى حياته كلها مكافحًا من أجل قضية شعب جنوب السودان. «الأمر الآن متروك لنا، نحن الجيل الحالي لتحويل أحلام السيد غوردون إلى حقيقة. بعد تحقيق اتفاقية السلام الشامل حيث يتم تكريس حق تقرير المصير لشعب جنوب السودان». أعلن الرئيس كير الحداد لمدة 3 أيام وتنكيس جميع الأعلام في ولاية البحيرات لنصف الصارية.

## الإرث
يُشاد بمورتات على نطاق واسع من قبل جميع قبائل جنوب السودان بسبب حياده، وموقفه القوي ضد القبلية ورغبته في رؤية الجنوبيين متحدين على قدم المساواة. كما أنه يحظى باحترام كبير لموقفه الثابت والمتسق ضد أنظمة الخرطوم وافتقاره للتسوية بغض النظر عما عرضته عليه الحكومات السودانية، خاصة خلال الفترة التي تلت اتفاق أديس أبابا حيث كان في منفاه الاختياري بسبب رفضه المشاركة في حكومة جنوب السودان ذاتية الحكم في ظل النميري التي اعتبرها غير عادلة وخائنة. لقد شجع فكرة استمرار النضال بينما أراد العديد من القادة والسياسيين الجنوبيين السلام ورأوا أن النضال العسكري قد انتهى. أعطى موقفه الأمل للعديد من الجنوبيين الذين أصيبوا بخيبة أمل متزايدة من اتفاقية أديس أبابا والحكومة. خلال هذا الوقت تم طرده من العديد من الدول الأفريقية من قبل مثل زائير وأوغندا، بسبب عدم رغبتها في أن ينظر إليها على أنها دول تستضيف مثل هذا الثائر البارز ضد حكومة الخرطوم. مُنح مورتات أخيرًا حق اللجوء في المملكة المتحدة بعد عمليات الطرد هذه.
لقد ترك خلفه زوجته سارة بياث أهوك، و10 أطفال و27 حفيدًا وأحفادًا أكبر. وفي ذكراه، تم إنشاء مؤسسة Gordon Muortat Mayen Foundation، التي تسعى إلى مساعدة شعب جنوب السودان من خلال الخطط والمشاريع المختلفة.